# Louis VII de Rohan-Montbazon
Ne doit pas être confondu avec son neveu, parfois appelé Louis VII : Louis VIII de Rohan-Guéméné.
Louis de Rohan, né en 1562, mort le 1er novembre 1589, est comte, puis premier duc de Montbazon et pair de France. Les sources ne l'appellent pas Louis VII, mais simplement Louis, car, mort avant son père, il n'a jamais été seigneur de Guémené ni prince de Guémené — Louis VII étant son neveu, le 3e duc de Montbazon.

## Biographie
Louis de Rohan naît en 1562. Il est le fils aîné de Louis VI de Rohan (1540-1611), comte de Montbazon, seigneur, puis, en 1571, prince de Guémené ; et de la première épouse de celui-ci, Léonore de Rohan, dame de Gié et du Verger (1539-1583). En 1581, Louis VI attribue le comté de Montbazon à son fils Louis.
Louis épouse le 19 février 1586 Madeleine de Lenoncourt (1576-28 août 1602). Madeleine n'est qu'une enfant. Le mariage n'est pas consommé. 
En mai 1588, le comté de Montbazon est érigé en duché-pairie par lettres d'Henri III, vérifiées au Parlement le 27 avril 1589,,. En 1589, Louis meurt sans enfants. Le duché-pairie s'éteint,.
En mars 1594, par lettres données à Chartres, enregistrées le 13 mai 1595, Henri IV érige à nouveau le comté en duché-pairie, en faveur d'un frère de Louis, Hercule de Rohan, comte de Rochefort (Rochefort-en-Yvelines),. Le 24 octobre 1594, Madeleine de Lenoncourt, la veuve de Louis, épouse Hercule.